# Graus de llibertat (enginyeria)
El nombre de graus de llibertat en enginyeria es refereix al nombre mínim de paràmetres necessaris per determinar completament la velocitat d'un mecanisme o el nombre de reaccions d'una estructura.

## Graus de llibertat en mecanismes
Un cos aïllat en l'espai pot desplaçar-se lliurement en un moviment que es pot descompondre en 3 rotacions i 3 translacions geomètriques independents (translacions i rotacions respecte d'eixos fixos en les 3 direccions d'una base referida al nostre espai de tres dimensions).
Per a un cos unit mecànicament a altres cossos (mitjançant parells cinemàtics), alguns d'aquests moviments elementals desapareixen. Es coneixen com a graus de llibertat els moviments independents que romanen.

### Definició
Més concretament, els graus de llibertat són el nombre mínim de velocitats generalitzades independents necessàries per definir l'estat cinemàtic d'un mecanisme o sistema mecànic. El nombre de graus de llibertat coincideix amb el nombre d'equacions necessàries per descriure el moviment. En cas de ser un sistema holònom, coincideixen els graus de llibertat amb les coordenades independents.
En mecànica clàssica i lagrangiana, la dimensió d de l'espai de configuraciós igual a dues vegades el nombre de graus de llibertat GL, d = 2 · GL .

### Graus de llibertat en mecanismes plans
Per a un mecanisme pla el moviment té lloc només en dues dimensions, el nombre de graus de llibertat del mateix es poden calcular mitjançant el criteri de Grübler-Kutzbach :

{\displaystyle m=3\left(n-1\right)-2j_{1}-j_{2}}

on:
{\displaystyle M,}, mobilitat.
{\displaystyle N\,}, nombre d'elements (baules, barres, peces, etc ...) d'un mecanisme.
{\displaystyle J_{1}\,}, nombre de unions de 1 grau de llibertat.
{\displaystyle J_{2}\,}, nombre d'unions de 2 graus de llibertat.
```
Important : aquesta fórmula és vàlida només en el cas que no hi hagi enllaços redundants, és a dir enllaços que apareixen físicament en el mecanisme però no són necessaris per al moviment d'aquest. Per poder emprar el criteri, hem d'eliminar els enllaços redundants i calcular aleshores els graus de llibertat del mecanisme.
```

Totes les parts fixes (unions a terra) s'engloben com el primer element. Tot i que el grau de llibertat d'algunes unions és fàcil de visualitzar, en altres ocasions es poden canviar per sistemes equivalents.

## Graus de llibertat en estructures
Podem estendre la definició de graus de llibertat a sistemes mecànics que no tenen capacitat de moure's, anomenats estructures fixes.
En el cas particular d'estructures de barres en d dimensions, si n és el nombre de barres i existeixen m restriccions (unions entre barres o suports) que eliminen cadascuna r  i  graus de llibertat de moviment, definim el nombre de graus de llibertat aparents com: 

GL : Graus de llibertat del mecanisme.
n : Nombre d'elements de barres de l'estructura.
r  i  : Nombre de graus de llibertat eliminats per la restricció {\displaystyle i\in {1,..,m}}.
En funció de l'anterior suma algebraica podem fer una classificació dels sistemes mecànics formats a base de barres:
- Estructures hiperestàtiques, quan GL <0.
- Estructures isostàtiques, quan GL = 0.
- Mecanismes, quan GL > 0.